# Kyanahalli, Sakleshpur
Kyanahalli là một làng thuộc tehsil Sakleshpur, huyện Hassan, bang Karnataka, Ấn Độ.